# ホスホリパーゼA1
ホスホリパーゼA1(Phospholipase A1、EC 3.1.1.32)は、1-アシル基を除去するホスホリパーゼである。ホスホリパーゼA1は、ヘビ毒の成分であるが、リン脂質から脂肪酸を作る際の通常の代謝にも関与する。メラニン細胞では、ホスホリパーゼA1遺伝子は、MITFによって制御される。